# فوکوشیما، اوساکا

بخش فوکوشیما در استان اوساکا به رنگ آبی مشخص شده‌است.

بخش فوکوشیما، اوساکا (به ژاپنی: 福島区 Fukushima-ku, Osaka) یکی از ۲۴ بخش شهر اوساکا در ژاپن است.